# Azy-le-Vif
Azy-le-Vif ist eine französische Gemeinde mit 195 Einwohnern (Stand: 1. Januar 2022) im  Département Nièvre in der Region Bourgogne-Franche-Comté. Sie gehört zum Arrondissement Nevers und zum Kanton Saint-Pierre-le-Moûtier.

## Geographie
Azy-le-Vif liegt etwa 23 Kilometer südsüdöstlich von Nevers am Fluss Colâtre. Umgeben wird Azy-le-Vif von den Nachbargemeinden Saint-Parize-le-Châtel im Norden, Luthenay-Uxeloup im Nordosten, Neuville-lès-Decize im Osten, Toury-sur-Jour im Süden, Chantenay-Saint-Imbert im Süden und Südwesten sowie Saint-Pierre-le-Moûtier im Westen.

## Bevölkerungsentwicklung
| Jahr                       | 1962 | 1968 | 1975 | 1982 | 1990 | 1999 | 2006 | 2013 |
| Einwohner                  | 397  | 332  | 253  | 256  | 227  | 227  | 226  | 217  |
| Quellen: Cassini und INSEE |      |      |      |      |      |      |      |      |

## Sehenswürdigkeiten

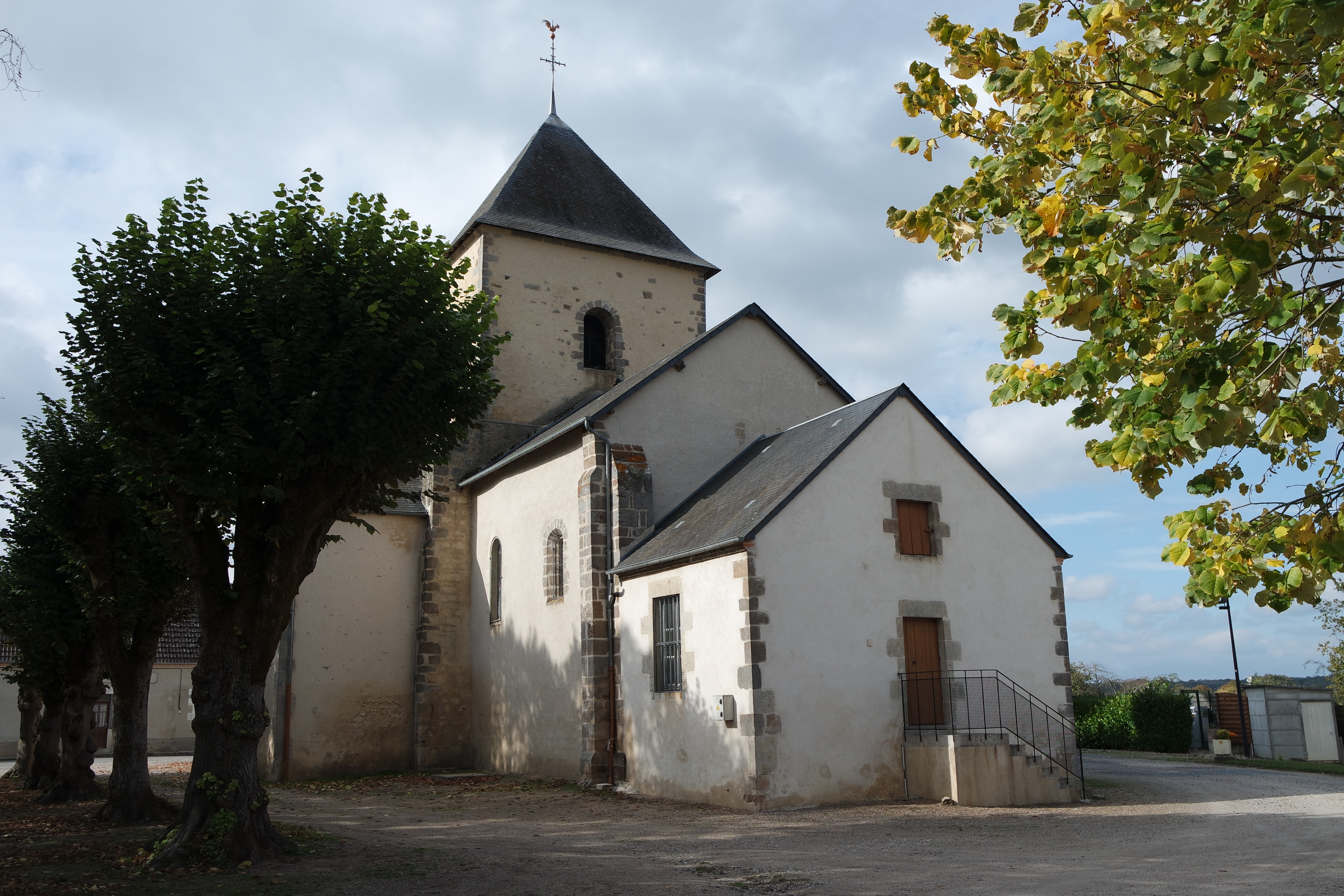
Kirche Saint-Martin

- Reste des früheren gallorömischen Oppidums
- Kirche Saint-Martin